# Santa Lucía de Tirajana
Santa Lucía de Tirajana és un municipi de l'illa de Gran Canària, a les illes Canàries. Està situat entre els municipis de San Bartolomé de Tirajana i Agüimes. Posseïx dues zones amb característiques bé diferenciades: 
- La costa (plans de Sardina), on actualment viu gairebé tota la seva població, en la qual destaquen els nuclis urbans de Sardina del Sur, Vecindario i el pago de Pozo Izquierdo (on se celebren anualment proves valedores per al campionat mundial de windsurf en una platja a la qual ha donat renom el campió d'aquest esport Björn Dunkerbeck).
- El cim (caldera de Tirajana), zona de poblament més escàs i també més tradicional, amb el pagament de Santa Lucía (capçalera municipal).

## Economia
La seva principal activitat econòmica és el comerç, acompanyada de l'agricultura (tomàquet, flors, etc., conreats principalment en hivernacles), encara que gran part de la població treballa en el sector turístic de San Bartolomé de Tirajana o en petites indústries locals (sobretot, en el veí polígon industrial d'Arinaga, pertanyent al municipi d'Agüimes). Forma una mancomunitat municipal (Mancomunitat del Sud-est) amb els municipis d'Agüimes i Ingenio, comarca que des de l'arribada a la democràcia a Espanya ha conegut un intens desenvolupament demogràfic, econòmic i social.

## Població
| Any  | Població | Densitat   |
| ---- | -------- | ---------- |
| 1991 | 33.059   | -          |
| 1996 | 40.127   | -          |
| 2001 | 47.653   | 768,58/km² |
| 2002 | 49.902   | -          |
| 2003 | 52.684   | 855,82/km² |
| 2004 | 53.820   | 882,58/km² |
| 2005 | 56.268   | 914,03/km² |
| 2006 | 57.211   | 929,35/km² |
| 2007 | 58.335   | 947,61/km² |